# Réau
Réau [ʁeo] ist ein Dorf und eine Gemeinde mit 2.045 Einwohnern (Stand: 1. Januar 2022) im  französischen Département Seine-et-Marne in der Region Île-de-France. Die Gemeinde gehört zum Arrondissement Melun und zum Kanton Combs-la-Ville (bis 2015: Kanton Brie-Comte-Robert). Die Einwohner der Gemeinde nennen sich Réaltais.

## Geographie
Réau liegt etwa acht Kilometer nordnordwestlich von Melun und etwa 34 Kilometer südsüdöstlich von Paris.
Réau wird umgeben von den Nachbargemeinden Moissy-Cramayel im Norden und Nordwesten, Évry-Grégy-sur-Yerres im Norden und Nordosten, Limoges-Fourches im Nordosten, Montereau-sur-le-Jard im Osten und Südosten, Vert-Saint-Denis im Süden, Cesson im Süden und Südwesten sowie Savigny-le-Temple im Westen und Südwesten.
Durch die Gemeinde führen die Autoroute A5 und die Autoroute A105.

## Bevölkerungsentwicklung
| 1962                      | 1968 | 1975 | 1982 | 1990 | 1999 | 2006 | 2013 |
| ------------------------- | ---- | ---- | ---- | ---- | ---- | ---- | ---- |
| 418                       | 497  | 525  | 509  | 663  | 705  | 972  | 1775 |
| Quelle: Cassini und INSEE |      |      |      |      |      |      |      |

## Sehenswürdigkeiten

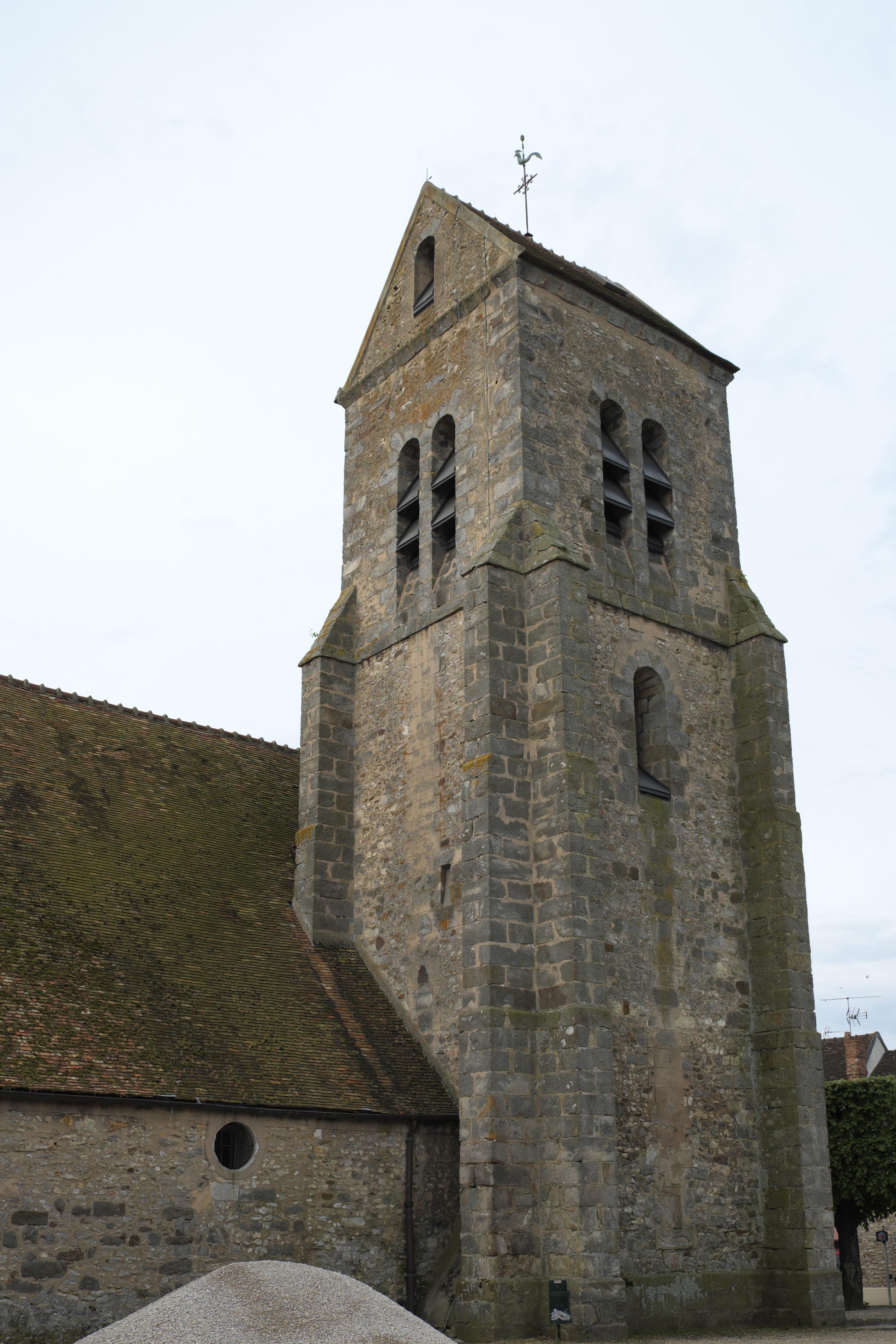
Kirche Saint-Julien

- Kirche Saint-Julien aus dem 13. Jahrhundert (siehe auch: Liste der Monuments historiques in Réau)
- Schloss Le Plessis-Picard

## Gemeindepartnerschaften
- Mit der mauretanischen Gemeinde Dar-el-Barka besteht seit 2011 eine Partnerschaft.